# Bulb Records
Bulb Records est une maison de disques basée dans le Michigan aux États-Unis, fondée en 1993 par Peter Larson (membre du groupe metal 25 Suaves) et James Magas.
À l'origine, le label éditait uniquement des groupes de musique avant-gardiste et de noise rock originaires du Michigan comme Wolf Eyes, mais il a fini par élargir sa production à l'échelle nationale et internationale, avec des artistes plus connus.

## Artistes
- Andrew W.K.
- Wolf Eyes
- Mindflayer
- Couch
- Danse Asshole
- Duotron
- 25 Suaves
- Mr. Quintron
- Forcefield
- Oakley Hall
- Black Elf Speaks
- Elvish Presley
- The USA Is A Monster
- King Brothers
- Galen
- Prehensile Monkeytailed Skink